# Venezuela aux Jeux olympiques d'hiver de 2002
Le Venezuela participe aux Jeux olympiques d'hiver de 2002 à Salt Lake City aux États-Unis. Ce pays, représenté par quatre athlètes en Luge, prend part aux Jeux d'hiver pour la deuxième fois de son histoire. Les athlètes ne remportent pas de médaille.

## Délégation
Le tableau suivant montre le nombre d'athlètes vénézuéliens dans chaque discipline :
| Sport | Hommes | Femmes | Total |
| ----- | ------ | ------ | ----- |
| Luge  | 3      | 1      | 4     |
| Total | 3      | 1      | 4     |

## Résultats

### Luge
Homme
| Athlète             | Manche 1 | Manche 1 | Manche 2 | Manche 2 | Manche 3 | Manche 3 | Manche 4 | Manche 4 | Total          | Total |
| Athlète             | Temps    | Rang     | Temps    | Rang     | Temps    | Rang     | Temps    | Rang     | Temps          | Rang  |
| ------------------- | -------- | -------- | -------- | -------- | -------- | -------- | -------- | -------- | -------------- | ----- |
| Werner Hoeger       | 47 s 234 | 43       | 47 s 071 | 40       | 46 s 934 | 42       | 47 s 039 | 41       | 3 min 08 s 278 | 40    |
| Julio César Camacho | 47 s 193 | 41       | 46 s 676 | 37       | 47 s 627 | 43       | 46 s 579 | 39       | 3 min 08 s 075 | 39    |
| Chris Hoeger        | 46 s 167 | 31       | 46 s 097 | 33       | 45 s 818 | 32       | 46 s 231 | 32       | 3 min 04 s 313 | 31    |

Femme
| Athlète            | Manche 1 | Manche 1 | Manche 2 | Manche 2 | Manche 3 | Manche 3 | Manche 4 | Manche 4 | Total | Total |
| Athlète            | Temps    | Rang     | Temps    | Rang     | Temps    | Rang     | Temps    | Rang     | Temps | Rang  |
| ------------------ | -------- | -------- | -------- | -------- | -------- | -------- | -------- | -------- | ----- | ----- |
| Iginia Boccalandro | DNF      | –        | –        | –        | –        | –        | –        | –        | DNF   | –     |